# 韓國駐俄羅斯大使館
大韓民國駐俄羅斯大使館（：／，羅馬化：Posolstvo Respubliki Koreya v Rossii）是大韓民國駐在俄羅斯聯邦之最高官方代表機構，除此之外，韩国还在聖彼得堡、伊尔库茨克、海参崴等城市拥有駐俄總領事館。大使館本館位於莫斯科哈莫夫尼基區。该大使馆同时兼辖韩国在亚美尼亚的利益，韩国亦在埃里温设有名誉领事馆。

## 外部連結
-  大韓民國駐俄羅斯聯邦大使館 官方網站 俄語版 （页面存档备份，存于） / 韓語版 （页面存档备份，存于）